# Le Plessis-Brion
Le Plessis-Brion is een gemeente in het Franse departement Oise (regio Hauts-de-France). De plaats maakt deel uit van het arrondissement Compiègne. Le Plessis-Brion telde op 1 januari 2022 1.307 inwoners.

## Geografie
De oppervlakte van Le Plessis-Brion bedroeg op 1 januari 2022 7,47 vierkante kilometer; de bevolkingsdichtheid was toen 175 inwoners per km².

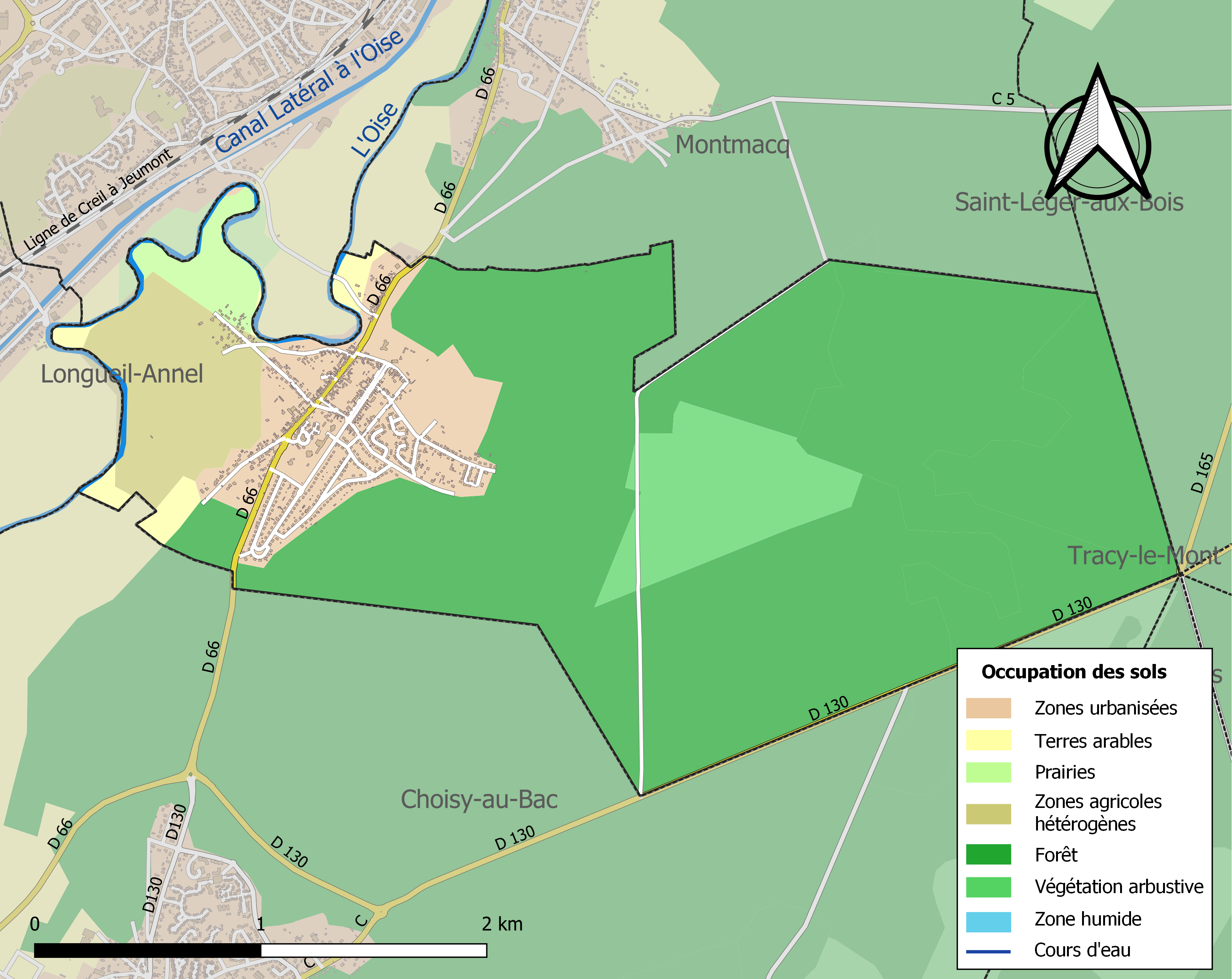
Kaart van de gemeente met belangrijkste infrastructuur, bodemgebruik en omlig
gende gemeenten

## Demografie
Onderstaande figuur toont het verloop van het inwonertal (bron: INSEE-tellingen).